# ブリとカワウソ
ブリとカワウソ（略称：ブリカワ）は日本のYouTuberおよびTikToker。あるある動画や大乱闘スマッシュブラザーズ SPECIALなどのゲーム実況動画を投稿している。

## 略歴
- 2021年10月15日 ブリとカワウソ結成・TikTok開設
- 2023年3月3日 YouTubeチャンネル「ブリとカワウソ」開設
- 2023年4月16日 YouTubeチャンネル登録者数10万人を達成。
- 2023年7月11日 りょひょん加入。
- 2023年9月12日 すぐる加入。
- 2023年開設のチャンネル登録者ランキングでTOP20にランクイン[1]
- 2023年YouTube国内急成長クリエイターランキング6位獲得[2]

- 2024年5月6日 YouTubeチャンネル登録者数50万人を達成[3]
- 2024年10月22日 りょひょん脱退。[動画 1]

## 受賞歴
YouTube Creator Awards
| 年     | 内容                                                          | 賞     | 賞 |
| ------ | ------------------------------------------------------------- | ------ | -- |
| 2023年 | シルバー クリエイター アワードYouTubeチャンネル登録者数10万人 | 銀の盾 |    |

その他
| 年     | 内容                                         | 賞   |
| ------ | -------------------------------------------- | ---- |
| 2023年 | YouTube 国内急成長クリエイターランキング     | 6位  |
| 2024年 | スマブラタッグ流星杯 (ナガレ×ブリとカワウソ) | 優勝 |
| 2025年 | SO-SO主催 アーティストスマブラCUP vol.1      | 優勝 |

## メンバー

### ブリ（千田京平）
1996年7月25日（29歳）大阪府出身。
自身の好きな食べ物からブリと命名。
金髪がトレードマークで「金髪ブリ京平」や「イェレナ」などと呼ばれることもある。
スマブラでは主にブラックピット、ポケモントレーナーを使用。
ホラーゲームとマリオカートが苦手。
テロップの色は赤。

### カワウソ（谷津翼）
1996年10月31日（28歳）茨城県出身。
自身の好きな動物からカワウソと命名。
鼻がトレードマークで「ダイノーズ」と呼ばれている。スマブラではゲームアンドウォッチを使用。いつもブリに煽られ「青んなよ！」と叫んだり台パンをしたりしている。
高いところが苦手。
テロップの色は青。

### すぐる（リーダー）
1998年10月19日（26歳）神奈川県出身。2023年9月12日よりブリとカワウソに加入。
ブリとカワウソTikTokライブ内のノリでブリとカワウソのリーダーと言われたことから本当にリーダーに就任。副リーダーも兼任している。
スマブラではカズヤやしずえ、パックンフラワーを使用。
テロップの色は緑。

### 旧メンバー
りょひょんー1997年5月23日（28歳）熊本県出身。2024年10月22日をもって脱退。

## 実況ゲーム一覧

### 大乱闘スマッシュブラザーズシリーズ
- 大乱闘スマッシュブラザーズ SPECIAL
- ニンテンドウオールスター!大乱闘スマッシュブラザーズ

### ホラーゲーム
- GO HOME
- 恐怖の森
- 恐怖の森 森淵
- Saiko No Sutoka
- Silver Chains
- 無影灯-真相編-
- GRANNY
- SLENDRINA
- バイオハザード7 レジデント イービル
- Shadow Corridor
- サイレントヒル The Short Message
- 最恐 青鬼
- 呪巣
- The Classrooms
- Don't Scream
- Deppart Prototype
- 青鬼 ブルーベリー温泉の怪異
- Willie's Nightfall

### バカゲー
- Nippon Marathon
- Gang Beasts
- Super Bunny Man

### その他
- マリオカート ワールド
- マリオカート8DX
- マリオパーティ スーパースターズ
- スーパー マリオパーティ ジャンボリー
- マリオストライカーズ バトルリーグ
- 桃太郎電鉄ワールド 〜地球は希望でまわってる!〜
- スーパー桃太郎電鉄II
- Nintendo Switch Sports
- 1-2-Switch
- 世界のアソビ大全51
- ニコロデオン オールスター大乱闘 アルティメットエディション
- スイカゲーム
- 薔薇と椿
- PROJECT XENO
- ポケモンユナイト
- Pokémon Trading Card Game Pocket
- 8番出口
- 8番のりば
- しょぼんのアクション
- たまごっちのプチプチおみせっち おまちど〜さま!

## 人気シリーズ

### テレフォンショッキングスマブラ
コラボ相手の連絡先の中からスマブラプレイヤーに電話をしてもらい、次のコラボ相手を決める数珠つなぎスマブラ企画。笑っていいとものテレフォンショッキングのインスパイア企画である。
| 投稿日         | コラボプレイヤー | 紹介プレイヤー | 動画                                                                                            |
| -------------- | ---------------- | -------------- | ----------------------------------------------------------------------------------------------- |
| 2024年4月7日   | だいふく         | ナガレ         | 【スマブラSP】「ねむる」が上手すぎるサイコパスプリンがマジで怖すぎる                            |
| 2024年5月5日   | ナガレ           | エスケー       | 【スマブラSP】日本最強級リドリーに青られたので青り返してボコボコにしてやった                    |
| 2024年6月2日   | エスケー         | エクスタシー   | 【スマブラSP】メテオと即死コンが上手すぎるマリオ使いボコボコにしてやらぁ                        |
| 2024年7月9日   | エクスタシー     | まえだくん     | 【スマブラSP】煽り成敗師を青りまくってマジでボコボコにしてやりましたwww                         |
| 2024年8月12日  | まえだくん       | ミーヤー       | 【スマブラSP】数々の最強スマブラプレイヤーを生み出した黒幕"まえだくん"フルボッコにしてくるわwww |
| 2024年8月31日  | ミーヤー         | しゅーとん     | 【スマブラSP】日本1を3回連続達成した最強ゲッチ使い"ミーヤー"ボコボコのギタギタにしてきますわwww |
| 2024年11月10日 | しゅーとん       | KEN            | 【スマブラSP】日本一のピクオリ使い"しゅーとん"をボコボコにして魂まで引っこ抜いてやったwww       |
| 2024年12月20日 | KEN              | Raito          | 【スマブラSP】日本１のソニックの動きがまじで意味不明すぎるから即死コン決めてやったwww           |
| 2025年3月12日  | Raito            | SKJ Village    | 【スマブラSP】元日本１ダックハント使いRaitoをボコボコにしてきましたwww                          |
| 2025年4月20日  | SKJ Village      | kept           | 【スマブラSP】大先輩YouTuberが先輩ヅラしてきてキモいのでボコボコにしますwww                     |
| 2025年7月4日   | kept             | ぱせりまん     | "むらしず"使いのkeptをボコボコにして地面に埋めました                                            |

### ストリートスマブラ
街中で会った人とスマブラ対決をするshorts動画企画。
- 渋谷編
- 池袋編
- 新大久保編
- 下北沢編
- 歌舞伎町編
- 横浜編

## イベント

### 2022年
- 1月30日 ATTR∀CT Debut Showcase : ATTRACTIONS #1（KT Zepp Yokohama）- ゲスト出演[4]

### 2023年
- 4月23日 - 24日 ブリとカワウソ 1st ファンミーティング
  - 4月23日 大阪公演（大阪日本橋ポルックスシアター）- ゲスト： 増子敦貴[5]
  - 4月24日 東京公演（池袋リヴォイス）- ゲスト： 江本光輝、安東秀大郎、廣野凌大[6]

### 2024年
- 2月6日 - NATSLIVE「ブリとカワウソ喧嘩上等飯」（月1回｜レギュラー出演）[7]
- 12月1日 スマブラチーム大会「スマブラタッグ流星杯」[8]

### 2025年
- 1月4日 - 5日 マエスマ'TOP#1（ホテルフクラシア大阪ベイ）- 結果：ブリ 257位　カワウソ 385位[9]
- 2月26日 ポケポケ団体戦「大福祭」[動画 5]
- 4月23日 SO-SO主催 アーティストスマブラCUP vol.1 - 結果：ブリ 優勝

## コラボレーション
コラボグッズ 
 コラボ企画 
- ARMANI EXCHANGE 公式ブランドムービー出演（2022年10月）
- Spark Oripa ブリとカワウソ×ポケカオリパ（2024年1月）
- プロジェクトゼノ ブリカワ杯開催（2024年5月15日）
- トレネット ブリとカワウソコラボ！真・神速の拳オリパ（2025年3月）

### 動画
1. ↑  “メンバーが脱退することになりました。”.   YouTube (2024年11月14日). 2023年5月19日閲覧。
2. ↑  “【スマブラSP】おい金髪ブリ京平。銀の盾は俺の物じゃ。俺を倒したら触ってもいいよ。”.   YouTube (2023年5月10日). 2024年11月14日閲覧。
3. ↑  “【超大型イベント】スマブラタッグ流星杯☆彡【スマブラSP】”.   YouTube (2024年12月1日). 2024年12月2日閲覧。
4. ↑  “【スマブラSP】クソ怖い人たちが集まる超豪華スマブラ大会に招待されたので煽りますwww”.   YouTube (2025年5月5日). 2025年5月14日閲覧。
5. ↑  “【ポケポケ】ポケカ最強軍団サーニーゴ軍 VS だいふく軍！５対５の魂の団体戦「大福祭」【ポケカポケット】”.   YouTube (2025年2月26日). 2025年3月11日閲覧。
6. ↑  “★ブリとカワウソ × KANGOL REWARD コラボレーションアイテム★”.   YouTube (2024年11月8日). 2024年11月14日閲覧。

動画の注釈